# Otto VI. von Andechs
Otto von Andechs (* vor 1132; † 2. Mai 1196 in Bamberg) war als Otto II. von 1177 bis 1196 Bischof von Bamberg. In der Geschlechterfolge der Andechs-Meranier findet er sich als Otto VI. von Andechs wieder.

## Leben
Der Dompropst und Sohn von Berthold II. von Andechs und Sophie von Istrien war zunächst wahrscheinlich schon ab 1156, gesichert ab 1164 Propst des Bamberger Nebenstifts St. Stephan, von 1164 bis 1166 Probst am Aachener Marienstift und wurde 1165 – im Kontext des Alexandrinischen Schismas, zur Stärkung des staufischen Einflusses an der reichspolitisch wichtigen Brennerroute und zur weiteren Isolierung des papsttreuen Salzburger Erzbischofs Konrad II. – zum Bischof von Brixen gewählt (Elekt), aus unbekannten Gründen jedoch nicht geweiht. 1170 trat er von diesem Amt zurück. Zwischen 1174 und 1177 tat er erneut die Stelle des Probstes in Aachen an. Im August 1177 wurde er zum Nachfolger des verstorbenen Bamberger Bischofs Hermann II. gewählt. Er war der erste Bischof aus dem Hause Andechs-Meranien. Die guten Beziehungen seines Hauses behielt er während seiner gesamten Regierungszeit bei und erhielt nach dem Frieden zwischen Papst Alexander III. und dem römisch-deutschen Kaiser Friedrich I. Barbarossa vom Papst in Rom am 18. März 1179 die Bischofsweihe und sicherlich auch das Pallium auf Bitten ausgehändigt. 1185 brannte der Bamberger Dom zum zweiten Male „ab“. In jüngerer Zeit sieht man in Otto II. auch den Initiator des folgenden Neubaus.
Bischof Otto II. betrieb mit Wolfram II., dem Abt des Klosters Michaelsberg, seit Beginn der 1180er Jahre die Heiligsprechung des Bischofs Otto I., genannt Apostel der Pommern. Sie wurde am 10. November 1189 auf dem Hoftag von Würzburg durch die päpstlichen Beauftragten verkündet, worauf am 30. September 1189 die feierliche Erhebung seiner Gebeine in Bamberg erfolgte.
Im Jahr 1190 stiftete Otto II. das Spital am Pyhrn, gelegen in den bambergischen Besitzungen im heutigen Oberösterreich. Am 15. April 1191 war er bei der Kaiserkrönung Heinrichs VI. in Rom anwesend. 1192 veranlasste er die Errichtung der Domkantorei. Unter seiner Ägide entstanden die Pfarreien Marienweiher und Teuschnitz, dies auch zur Kultivierung des Frankenwaldes. Auch die Gründung der Pfarrei Röbersdorf (später aufgegangen in der Pfarrei Schlüsselau) fällt in seine Regierungszeit.